# رادولین (استان لهستان بزرگ‌تر)
رادولین (به لهستانی:  Radolin) یک روستا در لهستان است که در گمینا تژچیانکا واقع شده‌است.